# Лиственка (Ленинградская область)
Ли́ственка — деревня в Лидском сельском поселении Бокситогорского района Ленинградской области, около границы с Вологодской.

## История
Деревня Лиственка упоминается на карте Новгородского наместничества 1792 года А. М. Вильбрехта.
Согласно 10-й ревизии 1857 года:

ЛИСТВЕНКА — деревня, принадлежит Лескову и Унковским: хозяйств — 2, жителей: 1 м. п., 3 ж. п., всего 4 чел.;
 Иванову (Крылову): хозяйств — 3, жителей: 8 м. п., 10 ж. п., всего 18 чел.

По земской переписи 1895 года:

ЛИСТВЕНКА — деревня, крестьяне бывшие Лескова и Унковских: хозяйств — 1, жителей: 2 м. п., 6 ж. п., всего 9 чел.; 
крестьяне бывшие Иванова (Крылова): хозяйств — 4, жителей: 15 м. п., 11 ж. п., всего 26 чел.; 
собственники земли: хозяйств — 4, жителей: 16 м. п., 14 ж. п., всего 30 чел.

В конце XIX — начале XX века деревня административно относилась к Верховско-Вольской волости 1-го земского участка 3-го стана Устюженского уезда Новгородской губернии.

ЛИСТВЕНКА (САХАРОВО) — деревня Серебрянского сельского общества при реке Колпь, число дворов — 10, число домов — 18, число жителей: 28 м. п., 26 ж. п.; Церковь, приписанная к Коробищенскому приходу. Кладбище. Смежна с посёлком Лиственка.

ЛИСТВЕНКА — посёлок Н. Трефильева при реке Колпь, число дворов — 2, число домов — 1, число жителей: 4 м. п., 4 ж. п.; Мельница. Смежен с деревней Лиственка.

ЛИСТВЕНКА-ВЫПОЛЗОВО — посёлок А. Фёдорова и Зайцева при реке Колпь и Белозерском тракте, число дворов — 2, число домов — 2, число жителей: 4 м. п., 5 ж. п.; Смежен с деревней Лиственка. 

ЛИСТВЕНСКАЯ ВОДЯНАЯ МЕЛЬНИЦА — мельница Н. Трефильева, число дворов — 1, число домов — 1, число жителей: 3 м. п., 7 ж. п.; Река Колпь. Смежна с дер. Лиственка. (1910 год)

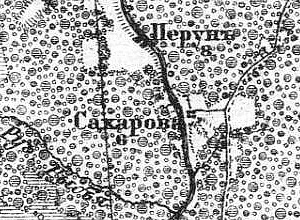
Деревня Лиственка на карте 1917 года

Согласно военно-топографической карте Петроградской и Новгородской губерний издания 1917 года деревня называлась Сахарова и состояла из 6 крестьянских дворов.
С 1917 по 1927 год деревня входила в состав Советской волости Устюженского уезда Череповецкой губернии.
С 1927 года, в составе Серебрянского сельсовета Ефимовского района.
По данным 1933 года деревня Лиственка входила в состав Серебрянского сельсовета Ефимовского района, в который входили 3 населённых пункта: деревни Лиственка, Перунь и Серебренское, общей численностью населения 456 человек, с административным центром в деревне Перунь.
По данным 1936 года деревня Лиственка являлась административным центром Серебрянского сельсовета, в который входили 6 населённых пунктов, 82 хозяйства и 5 колхозов.
С 1965 года, в составе Бокситогорского района. В 1965 году население деревни составляло 197 человек.
По данным 1966 и 1973 годов деревня Лиственка также являлась административным центром Серебрянского сельсовета Бокситогорского района.
По данным 1990 года деревня Лиственка входила в состав Ольешского сельсовета.
В 1997 году в деревне Лиственка Ольешской волости проживали 42 человека, в 2002 году — 34 человека (все русские).
В 2007 году в деревне Лиственка Заборьевского СП проживали 30 человек, в 2010 году — 13.
Со 2 июня 2014 года — в составе вновь созданного Лидского сельского поселения Бокситогорского района.
В 2015 году в деревне Лиственка проживали 18 человек.

## География
Деревня расположена в восточной части района на автодороге 41К-033 (Сомино — Ольеши). Ближайшие населённые пункты: Перунь, Костерино, Ивановское, Ольеши, Заборье.
Расстояние до посёлка Заборье — 18 км.
Расстояние до районного центра — 141 км.
Расстояние до ближайшей железнодорожной станции Верхневольский — 18 км.
Деревня находится на левом берегу реки Колпь.

## Демография
| 1997 | 2002 | 2007 | 2010 | 2017 |
| ---- | ---- | ---- | ---- | ---- |
| 42   | ↘34  | ↘30  | ↘13  | ↗17  |

## Инфраструктура
На 1 января 2016 года в деревне зарегистрировано 9 домохозяйств.

## Памятники и достопримечательности
На местном кладбище находится один из древнейших в области памятников деревянного зодчества — церковь Рождества Пресвятой Богородицы (1720 года, иконостас — 1599 года). В интерьере церкви сохранился резной клирос и тябла с изображениями святых. На нижнем тябле иконостаса обнаружена надпись: 
…лета 7108 [1599] году сентября в восьмой день постави сию церковь во имя Рождества Пресвятой Богородицы раб Божий крестьянин Данилы Патрикеева сына Клобакина Ефтефей Тимофеев сын з братиею…
. Церковь отреставрирована в 1990-е.

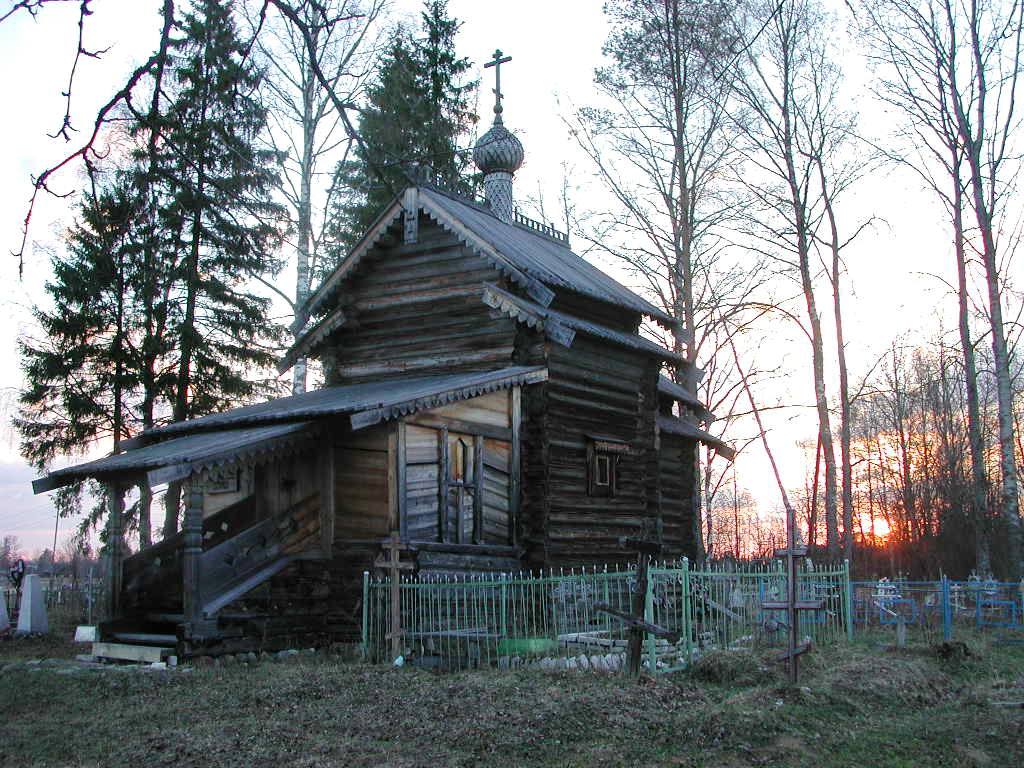
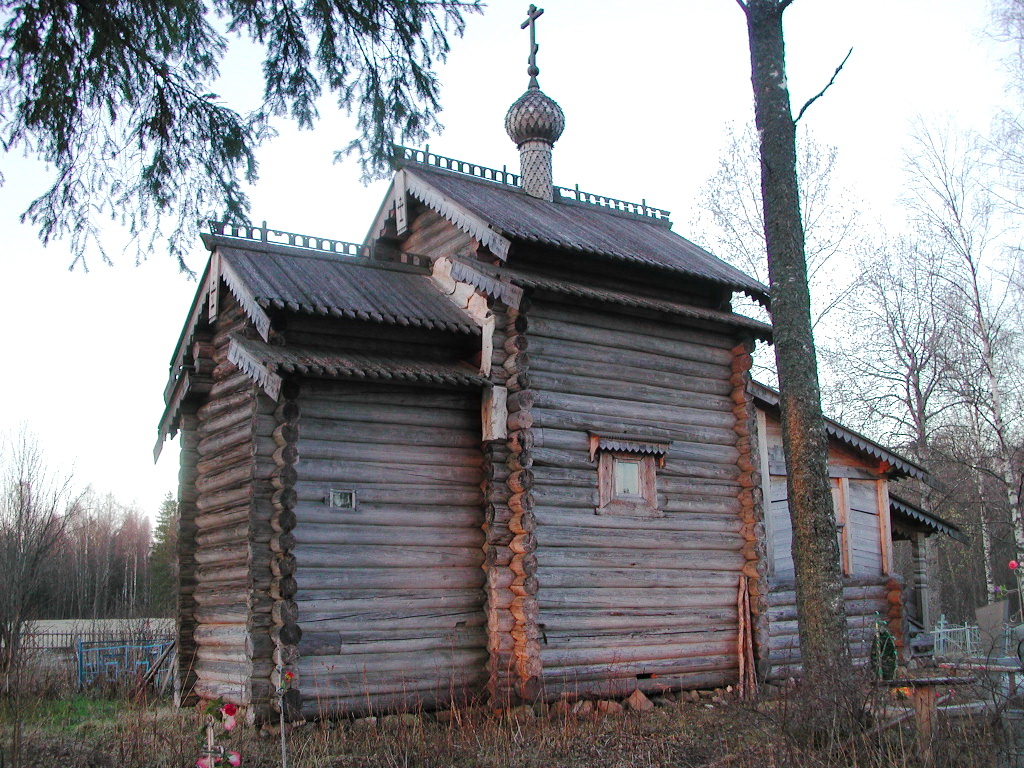
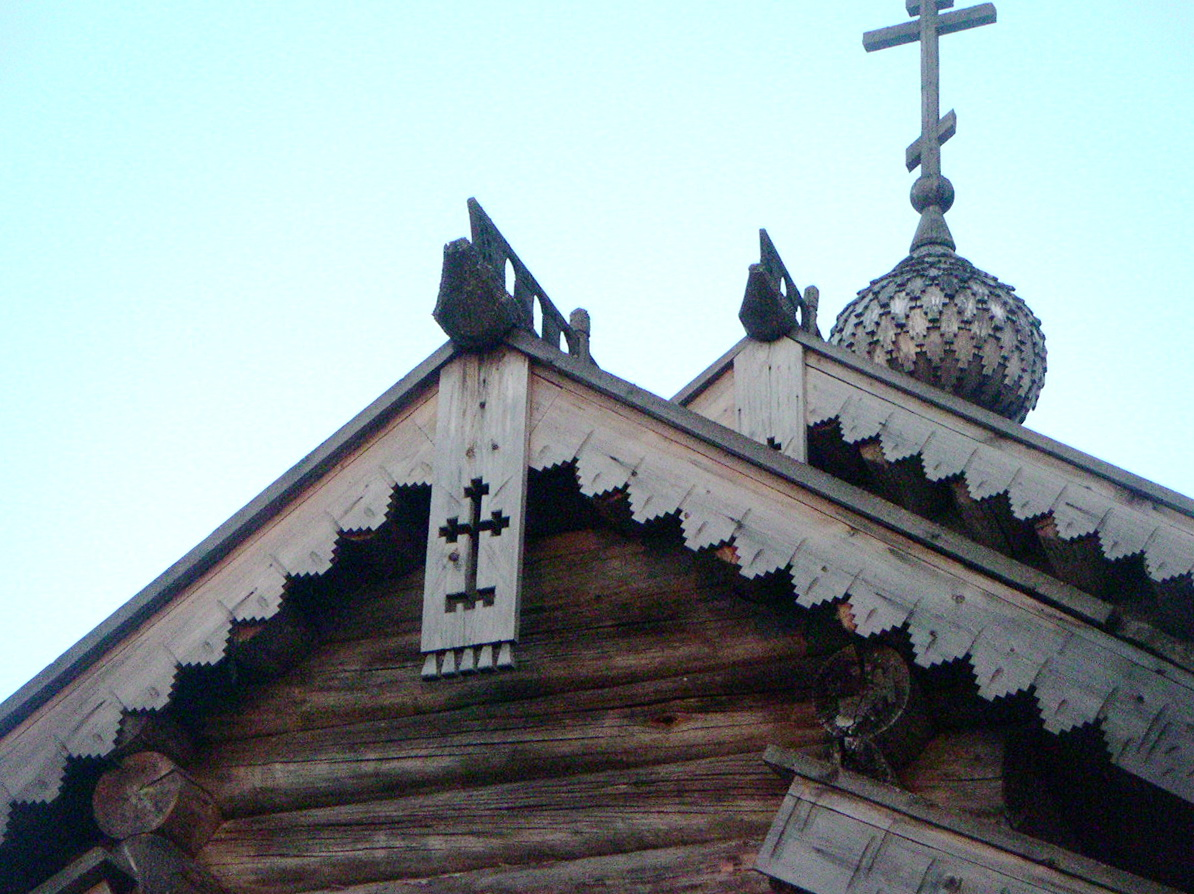

Оформление церкви
- 1599

Здание состоит из трёх объёмов: собственно церкви, алтарного прируба и трапезной.
Кровля первых двух положена на двойные повалы — расширения срубов в верхней части.
Кровля трапезной простая, без вторых выпусков.
- 1720

Церковь была перестроена.
Видимо, к этому времени относится возведение трапезной и нового крыльца на тривсхода.
В алтаре и собственно церкви сохранились маленькие волоковые оконца, древний облик отличает дверной проём из церкви в трапезную — широкие откосы, резная верхняя колода с килевидным оформлением по центру.
В интерьере сохранился резной клирос, тябла старинного иконостаса с надписью и изображениями святых.
В 1970 отремонтирована кровля и закреплено обветшавшее крыльцо.
Так же при въезде в деревню стоит небольшой памятник погибшим в Великую Отечественную войну.

## Связь
- аппарат Россвязь, звонки по карточкам
- мобильная связь неустойчива: МегаФон, МТС

## Транспорт
- автобус № 195 на Заборье
- автобус № 195а на Ольеши